# Kongolo
Kongolo este un oraș în  provincia Katanga, Republica Democrată Congo. În 2012 avea o populație de 68 118 de locuitori, iar în 2004 avea 50 212.